# Hon – en katedral
Hon – en katedral var en omtalad konstinstallation som visades på Moderna Museet i Stockholm. Den hade 80 000 besökare under utställningstiden 4 juni–9 september 1966.

## Utställningen
Utställningen bestod av en skulptur av en färgsprakande gravid kvinna som låg i födande ställning på rygg med benen brett isär. Skulpturen var 25–26 meter lång, cirka 6 meter hög och cirka 11 meter bred. Den var uppbyggd av ställningar och armeringsjärn med hönsnät överklätt med tyg och glasfiber och målat med bjärt plakatfärg. Konstpubliken kunde gå in i skulpturen genom hennes sköte. Inne i skulpturen fanns bland annat en biograf som visade film med Greta Garbo, en berg och- dalbana, en guldfiskdamm och en läskedrycksautomat. På magen fanns en mindre utställningsplattform. Från högtalare hördes orgelmusik av Johan Sebastian Bach. Utställningen var skapad av Niki de Saint Phalle, Jean Tinguely och Per Olov Ultvedt. Niki de Saint-Phalle utformade skalet, medan Jean Tinguely och Per Olov Ultvedt svarade för innandömet. Installationen tog 40 dagar att bygga upp på plats.
Niki de Saint-Phalles modell till Hon donerades 1998 till Moderna Museet av Pontus Hultén.